# Tim Rice-Oxley
Pour les personnes ayant le même patronyme, voir Rice.
Timothy James Rice-Oxley, né le 2 juin 1976 à Oxford, est le cofondateur, pianiste, bassiste, principal compositeur, et parolier du groupe de musique britannique Keane.

## Biographie
Tim Rice-Oxley est le fils de Margaret et Charles Patrick Rice-Oxley. Il a fréquenté Tonbridge School, dans le comté de Kent, avec ses meilleurs amis de l'époque, Richard Hughes et Tom Chaplin.
En 1994, il a commencé à étudier la littérature antique à l'University College de Londres, où Richard Hughes étudiait la géographie. Le guitariste Dominic Scott, qui était son ami, lui proposa de former un groupe, et celui-ci accepta. Tous deux demandèrent à Richard Hughes de les rejoindre à la batterie. De là, ils rencontrèrent Chris Martin, chanteur du groupe Coldplay, qui l'invita à le rejoindre mais Tim refusa pour se concentrer sur Keane avec ses amis.
En 1997, il convainc Dominic Scott et Richard Hughes d'intégrer Tom Chaplin au groupe. C'est cette même année que le groupe prend comme nom celui de Keane.
Avant le départ de Dominic Scott en 2001, il fit office de bassiste, puis se fit pianiste quand ce premier eut quitté le groupe, mais continua comme bassiste néanmoins. Depuis, c'est Tim qui écrit les paroles des chansons, ce que faisait Dominic auparavant.
En 2004, il gagne le Ivor Novello Awards, en tant que « meilleur compositeur » de l'année.
En 2006, il a contribué aux chansons Early Winter et The Girl Inside (non publiée) du second album solo de Gwen Stefani, The Sweet Escape.
En 2010, il a coécrit la chanson Everything is beautiful sur l'album Aphrodite de Kylie Minogue.
Il s'est marié avec  Jayne Rice-Oxley en 2002 avec pour témoin de mariage Tom Chaplin (chanteur et membre du groupe KEANE)ils ont eu une fille, Lilac, née en septembre 2007.
Ils ont divorcé en 2012.
Depuis peu, il fait partie du supergroupe Mt. Desolation aux côtés de Jesse Quin (bassiste live de Keane) et de membres de Mumford & Sons, The Killers et Noah and The Whale. Le premier album de Mt. Desolation sortira en octobre 2010.

## Équipement
- Yamaha CP70 (Piano principal)
- Nord Lead 3 Synth (Synthétiseur)
- Fender Precision (Guitare basse)
- Apple PowerBook G4 Titanium
- Apple Power Mac G5